# Flaga Montserratu
Flaga Montserratu, brytyjskiego terytorium zamorskiego na Karaibach, została przyjęta 10 kwietnia 1909 roku.
Przyjmuje ona typową dla brytyjskich terytoriów postać tzw. Blue Ensign, czyli flagi brytyjskiej w kantonie na błękitnym tle. Z prawej strony flagi znajduje się herb Montserratu, które przedstawia kobiecą postać wspartą o krzyż i trzymającą w lewej dłoni harfę opartą o ziemię. Kobieta w godle wyspy to Erin, personifikacja Irlandii, co podkreślać ma irlandzkie pochodzenie osadników na wyspie.